# In i ditt innersta
In i ditt innersta är ett musikalbum av Suzzies orkester. Det spelades in i Hammarby studior, och släpptes 2005, och alla låtarna är skrivna av Suzzie Tapper och Lasse Karlsson.
Antal låtar: 10
Skivbolag: Bonnier Label: Mermaid Music

## Låtlista
1. En enda kyss
2. Regnet faller
3. Jag vill leva
4. In i ditt innersta
5. Livets vatten
6. Ni är ljuset
7. När ska mitt hjärta hitta hem
8. Det fanns en tid...
9. Man lever bara en gång
10. Ett sorgligt slut